# Unirea (Călărași)
Unirea is een Roemeense gemeente in het district Călărași.
Unirea telt 2779 inwoners.